# Agua Prieta
Agua Prieta là một đô thị thuộc bang Sonora, México. Năm 2005, dân số của đô thị này là 70303 người.